# داريل جونسون (لاعب كرة قاعدة)
داريل جونسون (بالإنجليزية: Darrell Johnson)‏ هو لاعب كرة قاعدة أمريكي، ولد في 25 أغسطس 1928 في Horace, Nebraska ‏ في الولايات المتحدة، وتوفي في 3 مايو 2004 في فيرفيلد في الولايات المتحدة بسبب سرطان.

## وصلات خارجية
- داريل جونسون على موقعبيزبول رفرنس.كوم (الدوري الرئيسي) (الإنجليزية)
- داريل جونسون على موقع جمعية أبحاث البيسبول الأمريكية (الإنجليزية)
- داريل جونسون على موقع إن إن دي بي (الإنجليزية)